# Cerro Baú
Ciclo de predefinições detetado: Predefinição:Ficha de yacimiento arqueológico

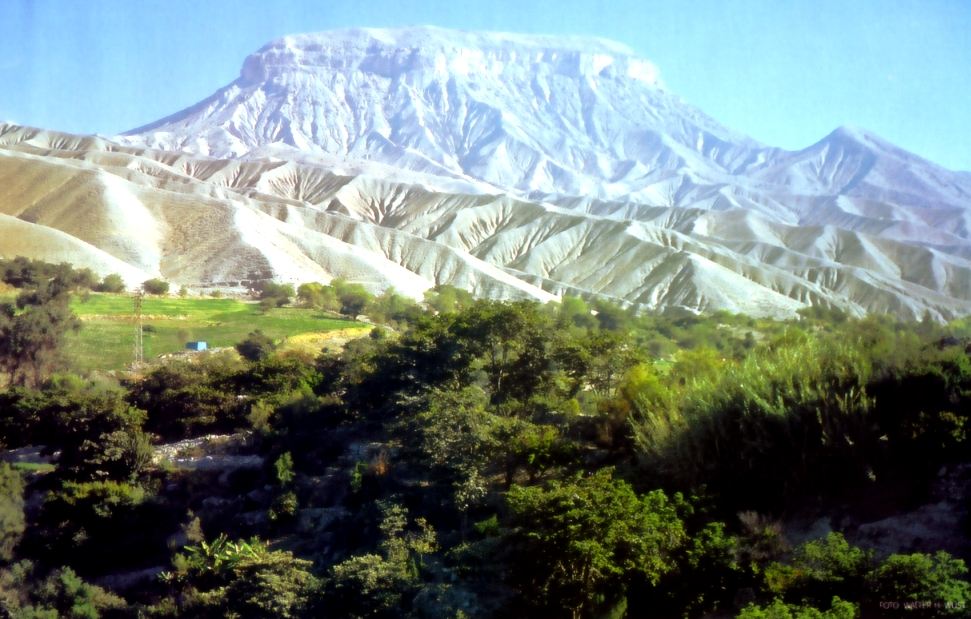
Cerro Baúl, no meio do vale moqueguano.

Cerro Baú é um depósito arqueológico do Peru, datado da época pré-incaica, situado no cume de uma meseta ou cerro de difícil acesso. Localiza-se a 12 km ao norte da cidade de Moquegua, no vale do rio Torata, distrito de Torata, província de Marechal Nieto, departamento de Moquegua, a uma altitude de 2.400 acima do nível do mar.
Foi um enclave ou colônia da cultura Huari no meio de uma região sob baixo influxo tiahuanacota. Defendida militarmente, funcionava como um centro de exploração dos recursos naturais da área, que eram posteriormente transportados para a metrópole, Huari. Também foram encontrados indícios de presença estuquiña e incaica.

## Explicação do nome
O cerro cuja cume alisada abriga ruínas pré-hispânicas é uma formação geológica curiosa e imponente que domina a paisagem moqueguana. Seu nome deve-se ao fato de que o perímetro de sua cume apresenta cortes perpendiculares, possuindo uma notável semelhança com um baú, móvel que outrora era de uso muito popular em todo o Peru, mas que atualmente só se mantém presente em algumas regiões da serra.

## Projeto Contisuyo
As explorações e estudos arqueológicos foram realizados a partir da década de 1990 no âmbito do chamado Programa Contisuyo, patrocinado pela empresa mineradora, então norte-americana, dio sul do Peru, exploradora da mina de cobre de Cuajone, envolvendo também o Instituto Nacional de Cultura do Peru. Inicialmente, o projeto dedicou-se a explorar a região para descobrir e registrar os sítios arqueológicos, que totalizaram mais de 500. Posteriormente, concentrou-se na exploração e estudo do que é, sem dúvida, o mais importante de todos esses locais: Cerro Baú. O projeto contou com a participação de um grupo de pesquisadores: Michael Moseley, Robert Feldman e Irene Pritzker. Em 1994, foi inaugurado o Museu Contisuyo.

## Cronología
Parte do recinto de Cerro Baú remonta com segurança ao período de 500 a 700 de nossa era (Horizonte Médio), quando os wari o transformaram em uma fortaleza e em uma espécie de enclave ou colônia localizada além da fronteira sul de seu império, no meio de uma região de clara influência tiahuanacota. Após a retirada dos wari, o local foi ocupado pelos aldeões das redondezas. Provavelmente continuou sendo utilizado como forte, e uma tradição mencionada pelo Inca Garcilaso da Vega atribui sua conquista ao inca Mayta Cáp (por volta do século XIV).

## Descrição
O cume do Cerro Baú está coberto, em seu lado sudeste, por uma cidadela em ruínas que ocupa aproximadamente 8 hectares. Nesse local, estendem-se várias praças, pátios, corredores e edifícios de um a dois andares; esses edifícios apresentam plantas retangulares, quadrangulares, circulares ou em forma de D. Ao redor, encontram-se grandes e profundos poços que provavelmente serviram como celeiros ou cisternas para armazenar água. Por toda parte há grandes batanes ou pedras de amolar, cada uma pesando mais de 45 kg, bem como fragmentos de cerâmica espalhados pelo chão, no puro estilo Tiahuanaco.
Cerro Baú é uma fortaleza natural que domina os vales adjacentes. O único caminho existente até o cume é íngreme e estreito, atravessando um passo sinuoso entre os antigos muros de defesa e as escarpas de pedra, de onde era possível repelir com facilidade as tropas que tentassem atacar.

## Enclave Wari

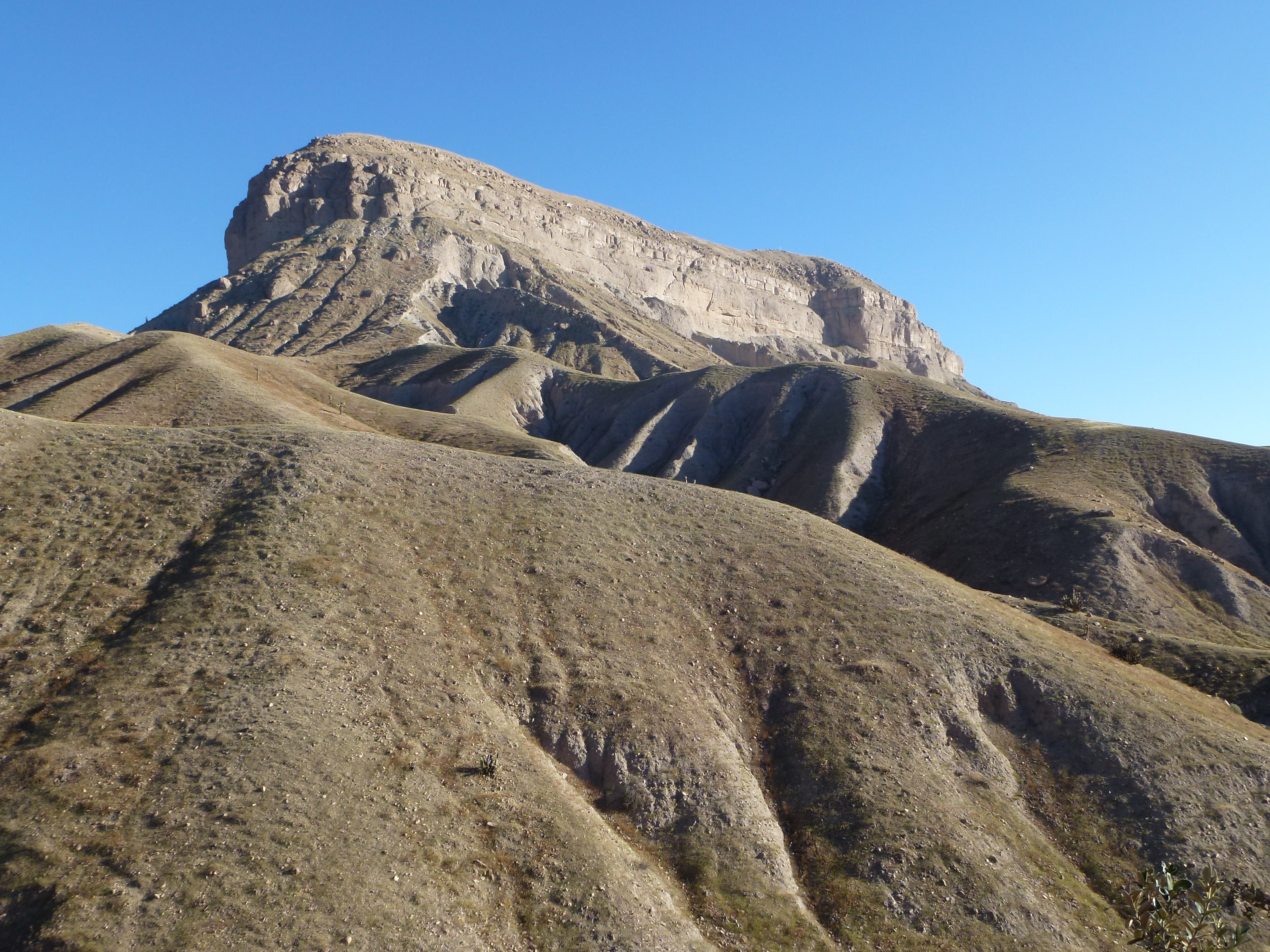
Cerro Baú

Cerro Baú encontra-se no vale costeiro de Moquegua, que tradicionalmente esteve sob a influência dos habitantes do altiplano do Titicaca, os quais buscavam recursos costeiros, como o milho cultivado no vale médio. Durante o Horizonte Médio, toda essa região estava sob a influência política e cultural do estado de Tiahuanaco. Foi nesse contexto que ocorreu a chegada dos huari, procedentes de Ayacucho, que tomaram o controle de Cerro Baú de forma intrusiva e militar, como demonstram os achados de numerosas pontas de projéteis e lascas de obsidiana, riolita e quartzo, semelhantes aos encontrados na cidade de Huari. Enquanto isso, seu entorno era formado por aldeias de influência tiahuanacota, densamente povoadas.
Por vários séculos, Cerro Baú serviu como a principal fortaleza na fronteira entre os impérios Wari e Tiahuanaco. Enquanto o império Wari exercia sua influência sobre a serra e a costa do atual Peru, com sua capital situada próxima à moderna Ayacucho, Tiahuanaco era um Estado com um centro religioso localizado às margens do lago Titicaca, abrangendo um território que ia do sul do Peru ao norte do Chile. O vale de Moquegua, controlado por Cerro Baú, era o único local onde os dois Estados coexistiam em proximidade direta.
Este enclave huari regional localizado em Cerro Baú provavelmente serviu principalmente para explorar os depósitos mineiros da região, assim como para obter produtos agrícolas de interesse cerimonial, como o milho, por exemplo. Os numerosos batanes (moedores de pedra) encontrados em Cerro Baú teriam sido utilizados para preparar alimentos ou moer cobre. Também foram encontrados turquesas e lápis-lazúli. Tudo isso indicaria que este enclave tinha, entre outras funções, a finalidade de armazenar temporariamente materiais antes de serem transportados para a cidade de Wari.

## Conquista Incaica
O Inca Garcilaso da Vega relata que os habitantes da região se fortificaram em um local estratégico para resistir às tropas do Inca Mayta Cápac, que avançava de forma irresistível do altiplano em direção à costa. Tudo indica que esse local fosse o Cerro Baú, por ser a única posição adequada na região para tal resistência. Após um cerco de 50 dias e ao verificarem a benevolência do Inca, os defensores decidiram se render; pelo menos, é assim que Garcilaso descreve os acontecimentos:

Eles [as tropas de Mayta Capac] chegaram a uma província chamada Cuchuna, com uma população dispersa e dispersa, embora muito numerosa. Os nativos, ao saberem do novo exército, construíram um forte, onde alojaram suas esposas e filhos. Os incas os cercaram e, para manter a ordem de seu rei, recusaram-se a lutar contra o forte, que era muito fraco; ofereceram-lhes paz e amizade. Os inimigos se recusaram a aceitar qualquer uma das duas opções. Os dois lados continuaram nessa disputa por mais de cinquenta dias, durante os quais os incas se apresentaram com muitas oportunidades de causar grande dano aos seus inimigos. No entanto, para manter seu antigo costume e a ordem particular dos incas, recusaram-se a lutar com eles além de pressioná-los com um cerco. Por outro lado, a fome, a cruel inimiga dos povos sitiados, os pressionava, especialmente porque, devido à chegada repentina dos incas, eles não haviam feito provisões suficientes, nem entendiam por que persistiam tanto no cerco; em vez disso, vendo sua persistência, partiram. Os mais velhos, homens e mulheres, suportaram a fome com bom ânimo, mas os jovens, homens e crianças, incapazes de suportá-la, foram aos campos em busca de ervas, e muitos foram para o inimigo, e seus pais toleraram isso para não vê-los morrer diante de seus olhos. Os incas os acolheram e deram-lhes comida e algo para levar para casa para seus pais, e com a pouca comida enviaram-lhes as costumeiras mensagens de paz e amizade. Tudo isso, visto por seus inimigos e sem esperar ajuda, decidiram se render sem ninguém, pensando que aqueles que haviam sido tão clementes e piedosos quando rebeldes e inimigos, seriam ainda mais quando os vissem rendidos e humilhados. Assim, renderam-se à vontade dos incas, que os receberam com afabilidade, sem demonstrar raiva ou repreendê-los por sua teimosia passada. Em vez disso, fizeram amizade com eles, deram-lhes comida e os desmentiram, dizendo-lhes que o Inca, filho do Sol, não buscava ganhar terras para tiranizá-los, mas sim fazer o bem aos habitantes, como seu pai, o Sol, lhe ordenara. E para que pudessem comprovar isso por experiência própria, deram roupas e outros presentes aos chefes, dizendo-lhes que o Inca lhes havia concedido esses favores. Deram ao povo comum provisões para que voltassem para casa, o que deixou todos muito felizes.
Os arqueólogos têm encontrado vestígios que indicam que a fortaleza foi definitivamente abandonada após um incêndio. Especula-se que este sinistro tenha sido o responsável por pôr fim à resistência de seus habitantes, fazendo de Cerro Baú uma espécie de "Masada americana", em referência ao último reduto de resistência dos judeus durante a primeira revolta contra Roma, entre os anos 66 e 73 de nossa era.

## Centro de peregrinação
Na atualidade, o Cerro Baú é um local de culto frequentado por moradores moqueguanos de origem altiplânica, que realizam pagapus ou cerimônias de invocação às divindades andinas, utilizando coca, ervas e aguardente. A essas divindades são feitos pedidos de natureza material, como, por exemplo, a obtenção de uma casa, cuja réplica em miniatura é confeccionada pelo indivíduo no próprio local.